# Paragus nitidissimus
Paragus nitidissimus är en tvåvingeart som beskrevs av Costa 1878. Paragus nitidissimus ingår i släktet stäppblomflugor, och familjen blomflugor.
Artens utbredningsområde är Egypten. Inga underarter finns listade i Catalogue of Life.